# Сет-Форж
Сет-Форж (фр. Sept-Forges) — колишній муніципалітет у Франції, у регіоні Нормандія, департамент Орн. Населення — 298 осіб (2011).
Муніципалітет був розташований на відстані близько 220 км на захід від Парижа, 80 км на південь від Кана, 50 км на захід від Алансона.

## Історія
До 2015 року муніципалітет перебував у складі регіону Нижня Нормандія. Від 1 січня 2016 року належав до нового об'єднаного регіону Нормандія.
1 січня 2016 року Сет-Форж, Ла-Барош-су-Люсе, Боланде, Жувіньї-су-Анден, Лоре, Люсе i Сен-Дені-де-Вільнетт було об'єднано в новий муніципалітет Жувіньї-Валь-д'Анден.

## Демографія
Динаміка населення (Insee ):
Розподіл населення за віком та статтю (2006):
| Стать | Всього | До 15 років | 15-24 | 25-44 | 45-64 | 65-85 | Понад 85 |
| --- | ------ | ----------- | ----- | ----- | ----- | ----- | -------- |
| Чоловіки | 128    | 32          | 12    | 44    | 16    | 20    | 4        |
| Жінки | 160    | 40          | 8     | 44    | 28    | 36    | 4        |
| \| Статево-вікова піраміда \| Статево-вікова піраміда \| Статево-вікова піраміда \| \| ----------------------- \| ----------------------- \| ----------------------- \| \| Чоловіки \| Вік \| Жінки \| \| 4 \| 85 + \| 4 \| \| 4 \| 80-84 \| 4 \| \| 8 \| 75-79 \| 20 \| \| 0 \| 70-74 \| 12 \| \| 8 \| 65-69 \| 0 \| \| 0 \| 60-64 \| 8 \| \| 4 \| 55-59 \| 4 \| \| 8 \| 50-54 \| 8 \| \| 4 \| 45-49 \| 8 \| \| 16 \| 40-44 \| 16 \| \| 8 \| 35-39 \| 12 \| \| 8 \| 30-34 \| 4 \| \| 12 \| 25-29 \| 12 \| \| 8 \| 20-24 \| 0 \| \| 4 \| 15-20 \| 8 \| \| 16 \| 10-14 \| 16 \| \| 4 \| 5-9 \| 16 \| \| 12 \| 0-4 \| 8 \| |        |             |       |       |       |       |          |
| Статево-вікова піраміда |        |             |       |       |       |       |          |
| Чоловіки | Вік    | Жінки       |       |       |       |       |          |
| 4 | 85 +   | 4           |       |       |       |       |          |
| 4 | 80-84  | 4           |       |       |       |       |          |
| 8 | 75-79  | 20          |       |       |       |       |          |
| 0 | 70-74  | 12          |       |       |       |       |          |
| 8 | 65-69  | 0           |       |       |       |       |          |
| 0 | 60-64  | 8           |       |       |       |       |          |
| 4 | 55-59  | 4           |       |       |       |       |          |
| 8 | 50-54  | 8           |       |       |       |       |          |
| 4 | 45-49  | 8           |       |       |       |       |          |
| 16 | 40-44  | 16          |       |       |       |       |          |
| 8 | 35-39  | 12          |       |       |       |       |          |
| 8 | 30-34  | 4           |       |       |       |       |          |
| 12 | 25-29  | 12          |       |       |       |       |          |
| 8 | 20-24  | 0           |       |       |       |       |          |
| 4 | 15-20  | 8           |       |       |       |       |          |
| 16 | 10-14  | 16          |       |       |       |       |          |
| 4 | 5-9    | 16          |       |       |       |       |          |
| 12 | 0-4    | 8           |       |       |       |       |          |

## Економіка
2010 року серед 167 осіб працездатного віку (15—64 років) 129 були активними, 38 — неактивними (показник активності 77,2%, у 1999 році було 69,0%). З 129 активних мешканців працювало 119 осіб (71 чоловік та 48 жінок), безробітними було 10 (6 чоловіків та 4 жінки). Серед 38 неактивних 12 осіб було учнями чи студентами, 20 — пенсіонерами, 6 були неактивними з інших причин.

У 2010 році в муніципалітеті числилось 129 оподаткованих домогосподарств, у яких проживали 300,5 особи, медіана доходів виносила 15 455 євро на одного особоспоживача